# Willy Van Neste
Willy Van Neste (Zwevezele, 10 marzo 1944) è un ex ciclista su strada belga.
Professionista tra il 1966 ed il 1976, conta la vittoria di una tappa al Tour de France.

## Carriera
Le principali vittorie furono una tappa al Tour de France, una alla Volta a Catalunya ed il Grand Prix de Fourmies nel 1967, la Quattro Giorni di Dunkerque nel 1970 ed il Meisterschaft von Zürich nel 1972.

## Palmarès
- 1966

Flèche Ardennaise
Wavre-Liège
9ª tappa Corsa della Pace (Kutno > Poznań)
- 1967

2ª tappa Tour de France (Saint-Malo > Caen)
1ª tappa Volta a Catalunya (Terrassa > Tortosa)
Grand Prix de Fourmies
- 1968

Omloop der Vlaamse Ardennen
- 1969

Renaix-Tournai-Renaix
- 1970

2ª tappa Quatre Jours de Dunkerque (Cambrai > San Quintino)
Classifica generale Quattro Giorni di Dunkerque
- 1971

De Panne
- 1972

Ronde van Oost-Vlaanderen
Meisterschaft von Zürich
- 1973

3ª tappa Étoile des Espoirs
- 1974

4ª tappa, 2ª semitappa Tour Méditerranéen (La Crau > Hyères)

### Altri successi
- 1967

Criterium di Arras
Criterium di Lokeren
Criterium di Zwevezele
- 1970

Kermesse di Zwevegem
- 1971

Criterium di Courtrai
Kermesse di Westrozebeke
- 1972

Criterium di Eine
Kermesse di Izegem
Kermesse di Oostkamp
Kermesse di Ruddervoorde
- 1973

Criterium di Beerst
Kermesse di Izenberge
Kermesse di Ruddervoorde
- 1974

Kermesse di Zwevegem
- 1976

Kermesse di Kortemark

## Piazzamenti

### Grandi Giri
- Giro d'Italia

1968: 5º
- Tour de France

1967: ritirato (11ª tappa)
1969: ritirato (10ª tappa)
1970: 16º
1971: 70º
1972: 33º
1973: ritirato (11ª tappa)
1974: 24º
- Vuelta a España

1975: 36º
1976: 30º

### Classiche monumento
- Milano-Sanremo

1972: 81º
- Liegi-Bastogne-Liegi

1968: 9º
1970: 28º
1972: 15º

### Competizioni mondiali
- Campionato del mondo

Nürburgring 1966 - In linea dilettanti: 6º